# 马铁峰
马铁峰（1971年—），男，土族，中共党员，省委党校研究生学历。曾任青海省人民政府办公厅秘书四处处长。2014年5月任青海省玉树州副州长。